# تاريخ الموسيقى في العهد التوراتي

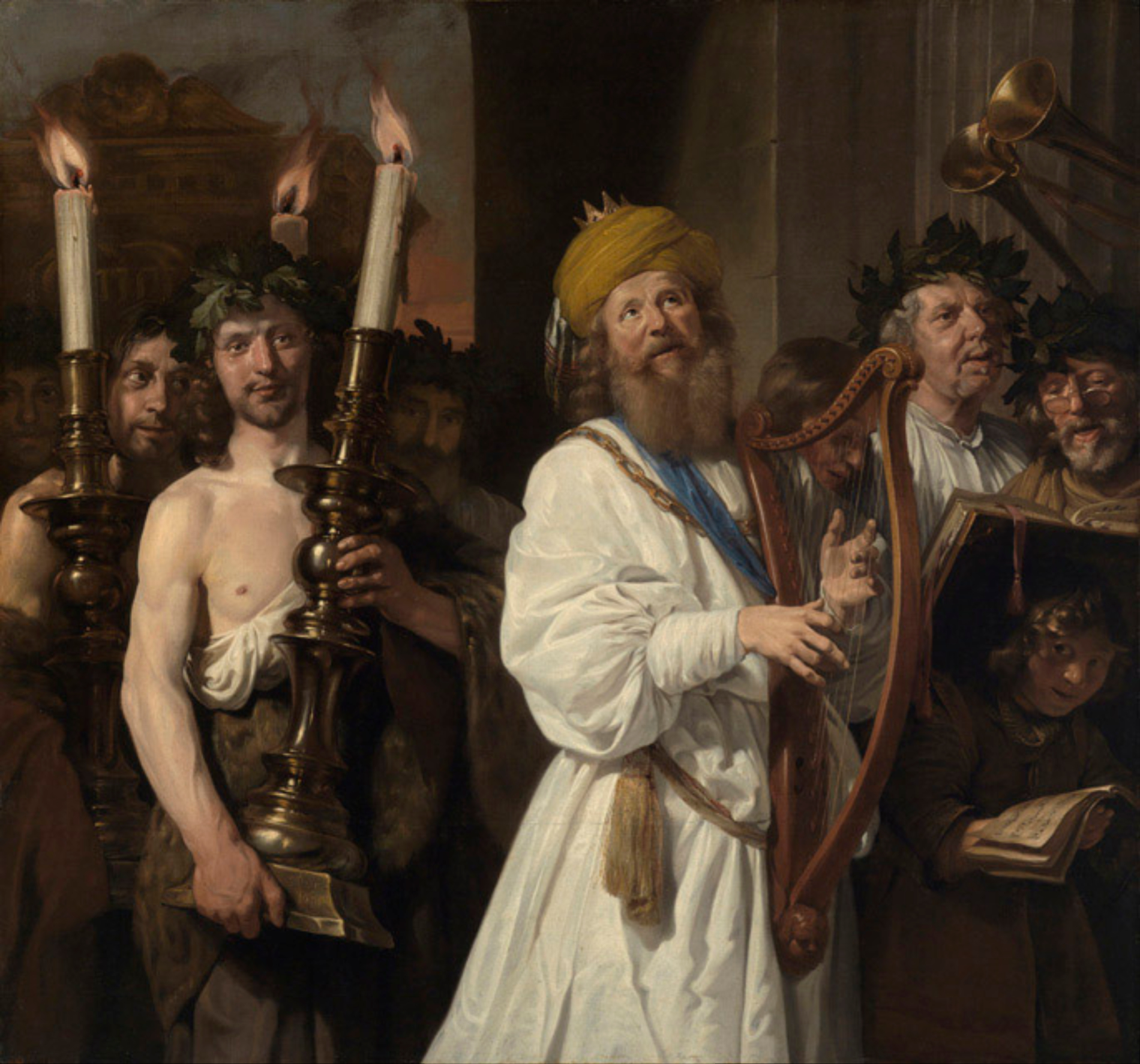
تُظهر الصورة مجموعة من الأشخاص من مختلف الأعمار والثقافات يعزفون على آلات موسيقية متنوعة، تعكس حقبة زمنية من العهد التوراتي.

المعلومات عن فترة الكتاب المقدس هي في معظمها من المراجع الأدبية في الكتاب المقدس ومصادر ما بعد الكتاب المقدس. كتب المؤرخ في الدين والموسيقا هيربرت لوكير الابن أن «الموسيقا، سواء الصوتية والموسيقيّة الآليّة، كانت مزروعة جيدًا بين العبرانيين ومسيحيي العهد الجديد والكنيسة المسيحية عبر القرون». ويضيف «إن إلقاء نظرة على العهد القديم يكشف كيف كان أهل الله القدماء مكرسين لدراسة الموسيقا وممارستها، مما يحتل مكانًا فريدًا في الكتب التاريخية والنبوية، وكذلك سفر المزامير».
استُعملت موسيقا الطقوس الدينية لأول مرة من قبل الملك داوود، بحسب موسوعة لاروس للموسيقا، ويعود له الفضل في التأكيد أن رجال سبط لاوي هم «أوصياء على موسيقا الخدمة الإلهية». تشير المؤرخة أيرين هيسك أن ال 150 مزمور في سفر المزامير التي نُسبت إلى الملك داوود من بين الكتب التسعة والثلاثين من العهد القديم، خدمت «كحجر الأساس لدراسة التراتيل اليهودية-المسيحية»، مستنتجةً أنه «لم يتم ضبط أي شعر آخر على الموسيقا أكثر من ذلك في الحضارة الغربية».
دُرست الآلات الموسيقية القديمة لقرون مع دراسة بعض الباحثين للآلات الموسيقية من إسرائيل والتي يعود تاريخها إلى «فترة الكتاب المقدس». أظهرت البيانات الأثرية والمكتوبة بوضوح أن الموسيقا كانت جزءًا لا يتجزأ من الحياة اليومية في إسرائيل/فلسطين القديمة. تُظهر التماثيل والرسومات الأيقونية أن الناس عزفوا على الآلات الوترية والدفوف، وأن الصوت البشري كان أساسيًا حيث غنى النساء والرجال أغاني الحب مع رثاء الميت. تصف البيانات أيضًا المشاهد الخارجية للموسيقا والرقص في بعض أحيان النوبات النبوية، وغالبًا مع الموسيقيين والمغنين المنسَقين والمصمَمين بعناية داخل معابد بنيت خصيصًا.
وفقًا لمؤرخ الموسيقا القديم ثيودور بيرغ: «إذا تمكنا من الدخول إلى ... فترة الكتاب المقدس، فسنجد ثقافة مليئة بالموسيقا ... حيث يستخدم الناس الموسيقا في حياتهم اليومية.» «كانت هذه الموسيقا قادرة على التعبير عن مجموعة كبيرة ومتنوعة من الحالات الشعورية والمشاعر أو النقائض الملحوظة على نطاق واسع من الفرح والحزن، والأمل والخوف، والإيمان والشك. في الواقع، توجد كل درجات وأنواع العاطفة في ثروة الأغاني وسفر المزامير وفي الألحان المتنوعة للشعب».

## التأثيرات الثقافية

### مصر
كانت مصر من أقدم الثقافات في الشرق الأدنى وكان لها ثقافة موسيقية متطورة للغاية يعود تاريخها إلى حوالي 3000 قبل الميلاد. إلا أن المصادر المصرية لا تتضمن سوى الآثار التصويرية وبعض الآلات والقليل من السجلات الأدبية المتعلقة بممارسات الأداء. توجد على مختلف أنواع المنحوتات نقوش لعازفي القيثارة والفلوت الذين يشاركون في الاحتفالات الدينية وجلسات الترفيه الاجتماعية.
تم التعرّف على عدد من الأدوات على أنها تستخدم في مصر، بما في ذلك السمسمية (نوع من القيثارة)، وأداة تشبه الأبوا، وطبول مختلفة من آسيا، والعود، وعزف السيستروم (حشرجة الموت). كما عُثر على جداريات التي تظهر عازفين ومغنيين. وفقًا لمؤرخ الموسيقا هومر أولريتش، من المحتمل أن مصر ألهمت «الجوانب التعليمية والأخلاقية للموسيقا اليونانية». لاحظ ستيفن باتوك بالمثل أن الرابط التاريخي للموسيقا أُكمِل خلال أسبوع الخلق حيث كانت الطيور في الهواء تصدر أصواتًا يمكن اعتبارها موسيقا.

### سومر وبابل
على الرغم من أن السجلات قليلة جدًا، إلا أنه من المعروف أنه بين عامي 3000 و2300 قبل الميلاد، كانت توجد موسيقا المعبد المنظمة بوجود مغنيين في سومر وبابل، وهما أقدم المجموعات الثقافية في بلاد ما بين النهرين. كشفت الحفريات عن العديد من الآلات الموسيقية، منها القيثارات والعود والأبوا المزدوجة وعدد قليل من آلات أخرى.
بسبب العلاقات السياسية بين العبرانيين والأمم الساميّة في بابل، وآشور، والإمبراطورية الحيثية، كانت هناك أوجه تشابه بين الموسيقا العبرية لسكان
والآخرين. بدأت الموسيقا اليهودية في السنوات الأولى من الحياة القبلية، ويقول أولريتش «الإشارات إلى الموسيقا في الكتاب المقدس عديدة». بعد تأسيس العبرانيين مملكة في إسرائيل، ازدادت أنشطتهم الموسيقية بشكل كبير.

## الفترة المسيحية
يُعرَف القليل جدًا عن الموسيقا المسيحية البدائية، كما تلاحظ ويتكومب، لأنه مثل معظم القديم، لم يكن مكتوبًا. نتيجة لذلك، مع انتقال الأغاني من جيل إلى جيل، أصبحت هذه الأغاني مختلفة كثيرًا عن أصلها. ومع ذلك، تشير إلى أن «الكثير من هذه الموسيقا المبكرة استمدت جمالها من اليونانيين وقداستها من العبرانيين». وفقًا لأولريتش، كانت الموسيقا العبرية «ذات تأثير مباشر وفوري على الممارسات الموسيقية للكنيسة المسيحية الأولى». يستشهد بـ فيرنر في الملاحظة أن «الصلة بين الترانيم العبرية والمسيحية تم التحقيق فيها وإثباتها علميًا».
الفن الموسيقي للاويين، موسيقيي المعبد الذين سمّوا تبعًا لاسم أسلافهم التاريخيين، فُقِدوا في نهاية القرن الأول. في 70 م دُمّر المعبد الثاني على يد قوات الإمبراطور تيتوس، وفي السنوات اللاحقة هرب اللاويين مع غالبية اليهود من فلسطين. ونتيجة لذلك، فقدت موسيقا الكنيس للتشتت الشخصية المبتهجة من ذلك المعبد وتم الاستغناء عن قوى الآلات الكبيرة.
لم يكتب العهد الجديد إلا بعد قرون من التاريخ وحققت الموسيقا تطورًا أعلى بكثير، ذلك وفقًا لمؤرخة الموسيقا إيدا ويتكومب. من حيث صلتها بالمسيح، تسمى الموسيقا المسيحية. مع ذلك، ليس هناك سوى القليل من التلميحات إلى ذلك في ثلاثة من الأناجيل: في إنجيل لوقا، هناك «أغنية الملائكة»، «جلال» ماري، و«أغنية» زكريا. في سفر أعمال الرسل، يغني بولس وسيلاس خلف قضبان السجن: يهتز السجن، تنفتح الأبواب، وهم أحرار. في رسائل بولس، لا توجد سوى إشارات قليلة إلى الموسيقا، لكن في الرسالة إلى أهل أفسس هناك «واحدة جميلة» يحث فيها بولس الكنائس على غناء «المزامير» و «الأغاني الروحية».
يضيف هيندلي أن الترانيم التجاوبيّة بين المرتل أو الكاهن/قس وجماعة المصلين نشأت في أساليب العبادة العبرية. في أوج ذروتها في بداية العصر المسيحي، قُدّمت موسيقا المعبد المفصلّة من قبل جوقة كبيرة من المغنيين الرجال المدربين تدريبًا كثيفًا، مع إضافة الصبية أحيانًا، وخلال هذه الفترة استُخدمت العديد من الآلات من قبل أوركسترا المعبد.
تضيف ويتكومب أن العديد من تراتيل كنيستنا الأكثر نُبلًا اقترحت من قبل المزامير، والتي تشير إلى أنها كانت «أول كتاب ترانيم للأمة العبرية ولا تبقى حتى اليوم كتاب ترانيم المعبد العبري فحسب، بل أيضًا للكنيسة المسيحية».

## الغناء
كتبت ويتكومب أن «الكثير من أجمل موسيقا الكتاب المقدس واردة في المزامير»، وأن كلمة «المزمور» تأتي من الكلمة اليونانية التي تعني «الغناء، والضغط على القيثارة». كان سفر المزامير أو السنطور أحد الأدوات التي رافقت المزمور. سرعان ما أصبحت الكلمة تعني أي شكل من اللحن. غُنّيت المزامير تجاوبيًّا أو باستجابة، ربما من قِبل الكاهن/القس والجماعة، أو بواسطة جوقتين.
وفقًا لشيلوا، فإن معظم العادات والاحتفالات المذكورة سابقًا، كحفلات الزفاف أو الاحتفالات الأخرى، كانت مصحوبة بموسيقا صنعتها النساء وتشهد على أهمية أغاني النساء. ولكن كانت هناك حالات كثيرة غنت فيها النساء بمفردهن أو مع الأصدقاء والعائلة. «تحصن المرأة روحها من خلال الغناء لنفسها، وربما لطفلها الذي يسمع ويمتص اعترافات الأم، وشوقها، وشكواها وأحلامها.» كانت هناك أيضًا «أغاني الأم، وأغاني الجنود، وأغاني الأرامل الشعبية، وأغاني الأيتام، وأغاني النساء التجارية» وفقًا للبعض، كتب شيلوا أن أغاني النساء كانت قد وجدت بسبب الحاجة إلى التعويض عن الحظر المفروض على المشاركة العامة للمرأة في طقوس الكنيس.
يشير مؤرخ الموسيقا القديمة يواكيم براون إلى أن فيلو ذكر الصلوات المتمسكة بالطقوس بالقرب من الإسكندرية، والتي تضمنت وجبة وغناء التراتيل من قبل جوقة مزدوجة كمرافقة للمواكب والإراقة.